# ارغوان (شهربابک)
ارغوان یک روستا در ایران است که در بخش دهج در شهرستان شهربابک استان کرمان واقع شده‌است. ارغوان ۱۵ نفر جمعیت دارد.

## جمعیت
این روستا در دهستان جوزم قرار دارد و براساس سرشماری مرکز آمار ایران در سال ۱۳۸۵، جمعیت آن ۱۵ نفر (۸ خانوار) بوده‌است.